# Beaufortia fasciolata
Beaufortia fasciolata är en fiskart som beskrevs av Nguyen 2005. Beaufortia fasciolata ingår i släktet Beaufortia och familjen grönlingsfiskar. Inga underarter finns listade.